# Litoscelis tanyphylla
Litoscelis tanyphylla är en fjärilsart som beskrevs av Turner 1930. Litoscelis tanyphylla ingår i släktet Litoscelis och familjen nattflyn. Inga underarter finns listade i Catalogue of Life.